# Bonneviella naumovi
Bonneviella naumovi is een hydroïdpoliep uit de familie Bonneviellidae. De poliep komt uit het geslacht Bonneviella. Bonneviella naumovi werd in 1986 voor het eerst wetenschappelijk beschreven door Antsulevich & Regel. 